# منجوق لغ تپه
منجوق لغ تپه مربوط به دوره ساسانیان است و در شهرستان ماهنشان، روستای باستی قلعه واقع شده و این اثر در تاریخ ۱۱ مهر ۱۳۵۶ با شمارهٔ ثبت ۱۴۴۵ به‌عنوان یکی از آثار ملی ایران به ثبت رسیده است.